# Dobré Pole
Obec Dobré Pole (chorvatsky Dobro Polje, německy Guttenfeld) se nachází v okrese Břeclav v Jihomoravském kraji. Žije zde 447 obyvatel. Jedná se o vinařskou obec v Mikulovské vinařské podoblasti (viniční tratě Brodsko, Staré, Daniel, Rosentické).

## Historie
První písemná zmínka o obci pochází z roku 1350. Do 40. let 20. století zde žila chorvatská (46 % roku 1930) a německá (22 % roku 1930) menšina.

## Pamětihodnosti
- Kostel svaté Cecílie
- Výklenková kaplička Půl třetí
- Socha svatého Floriána
- Socha svatého Jana Nepomuckého

## Galerie

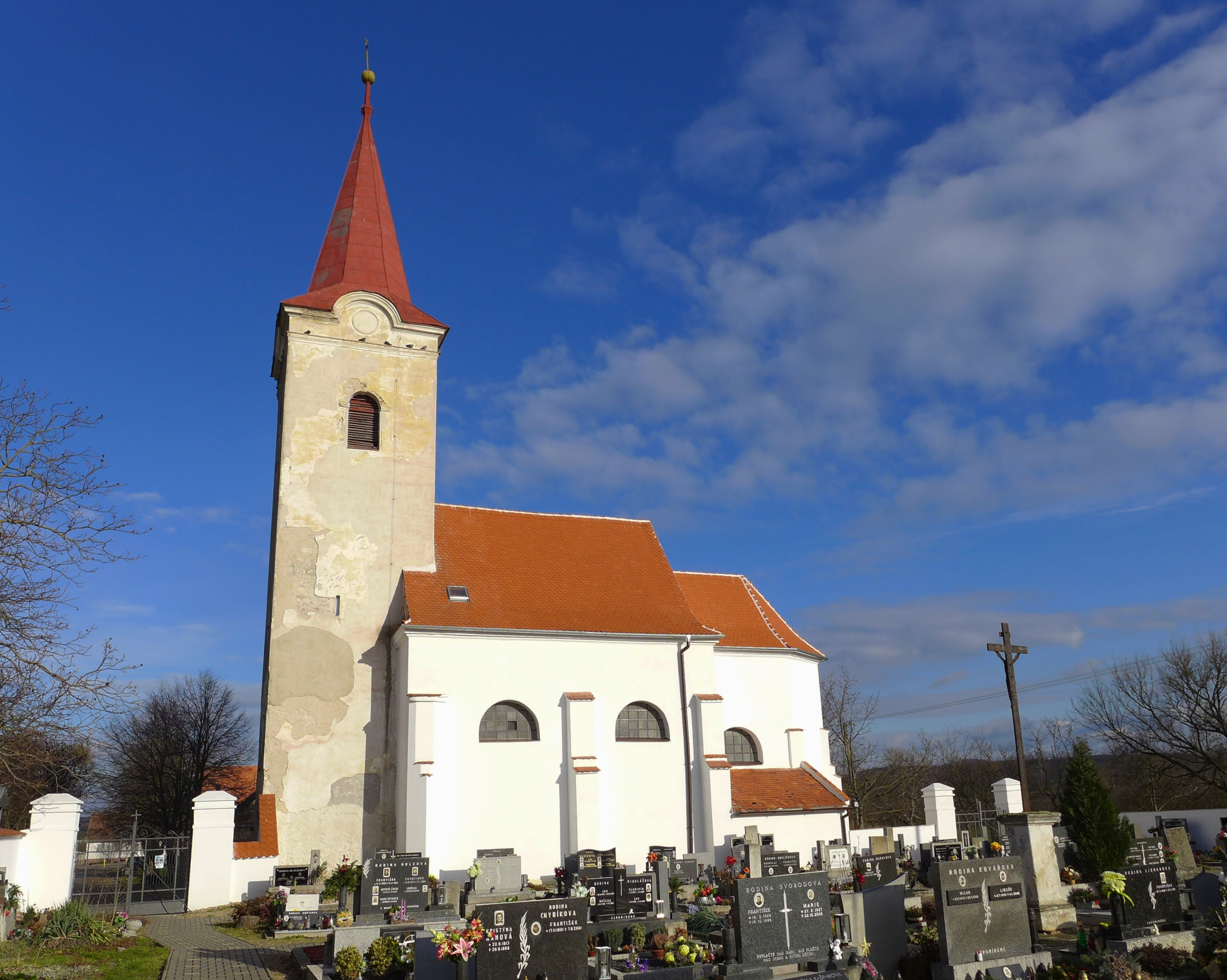
Kostel svaté Cecílie
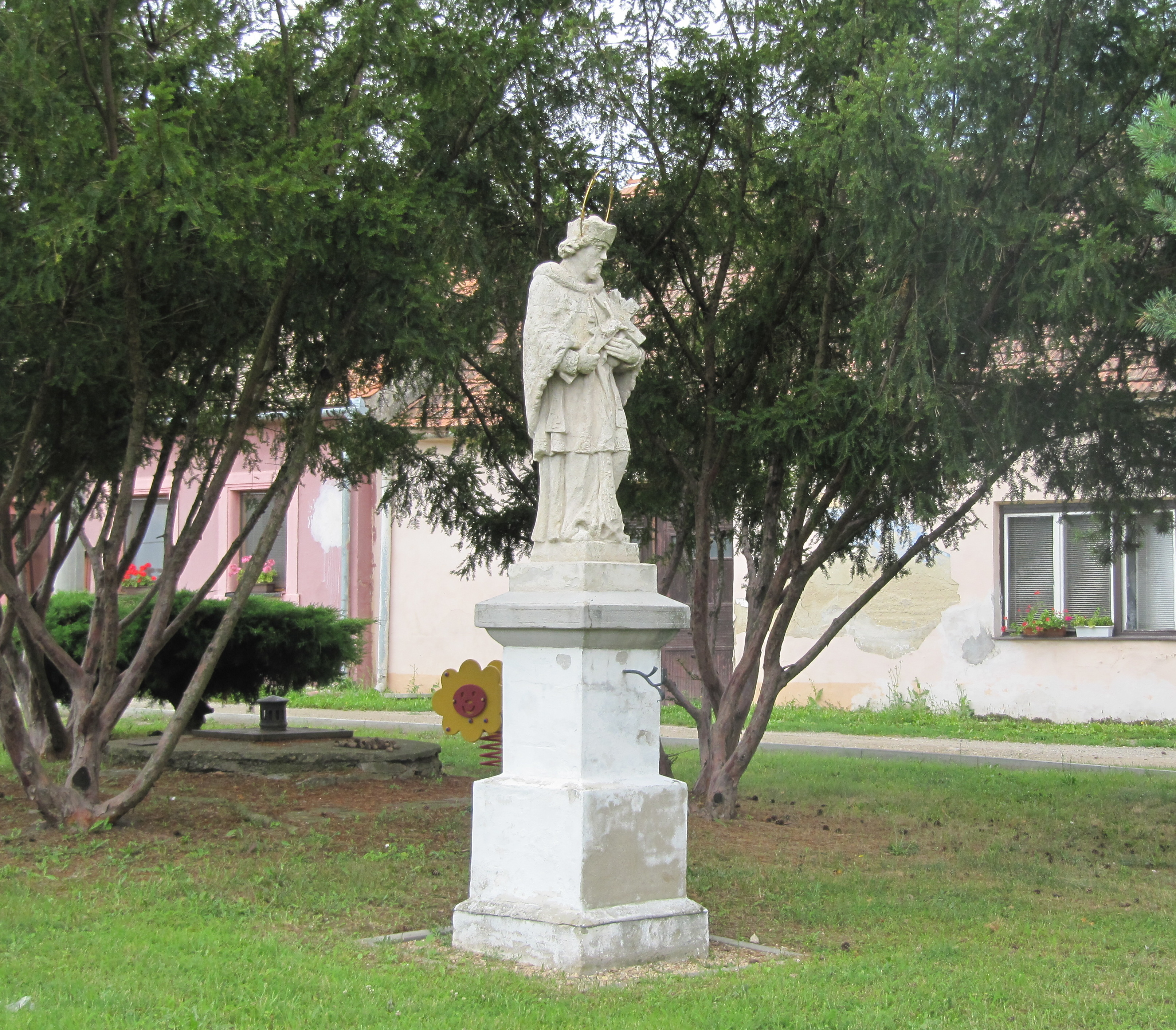
Socha sv. Jana Nepomuckého
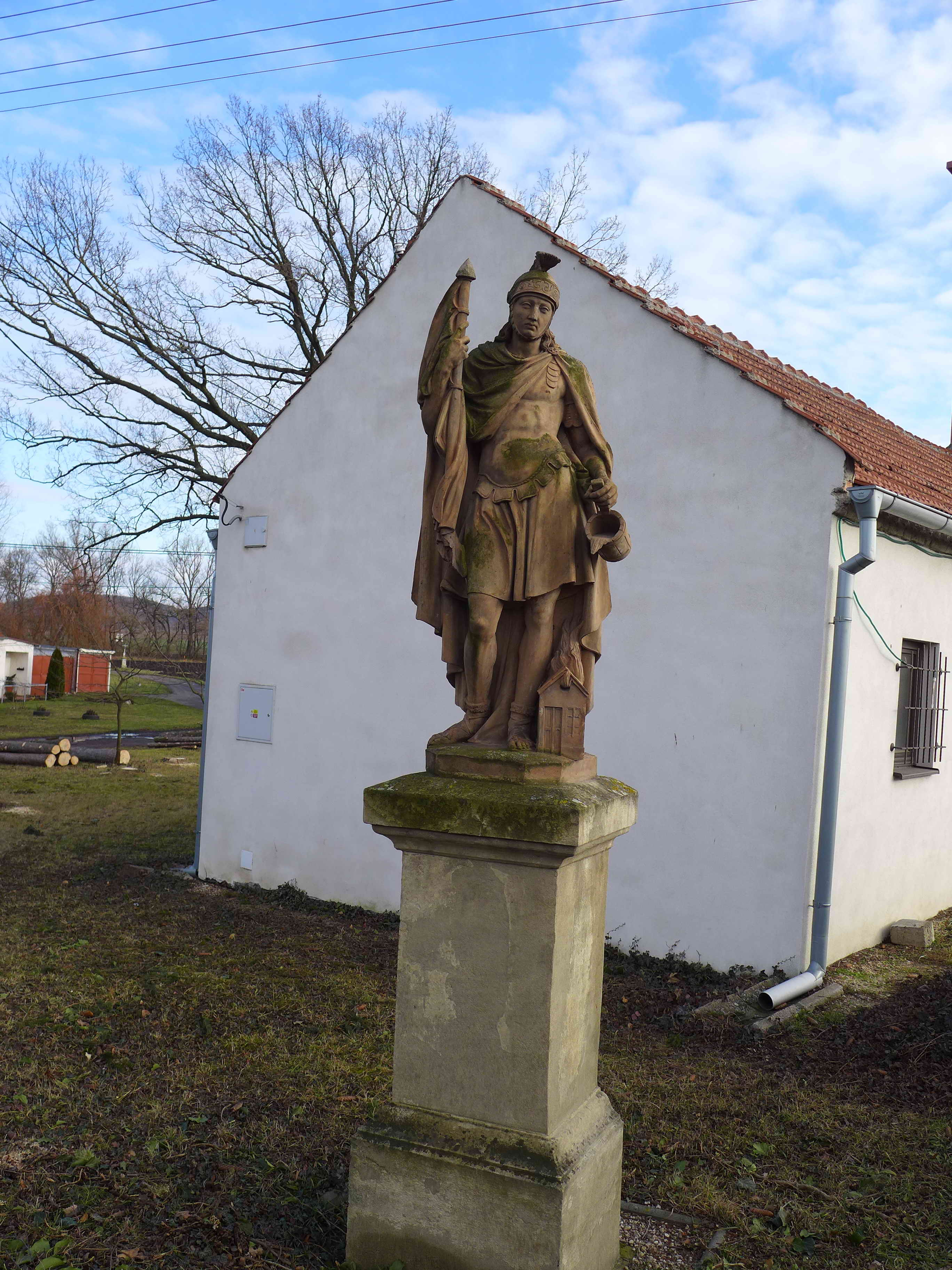
Socha sv. Floriána
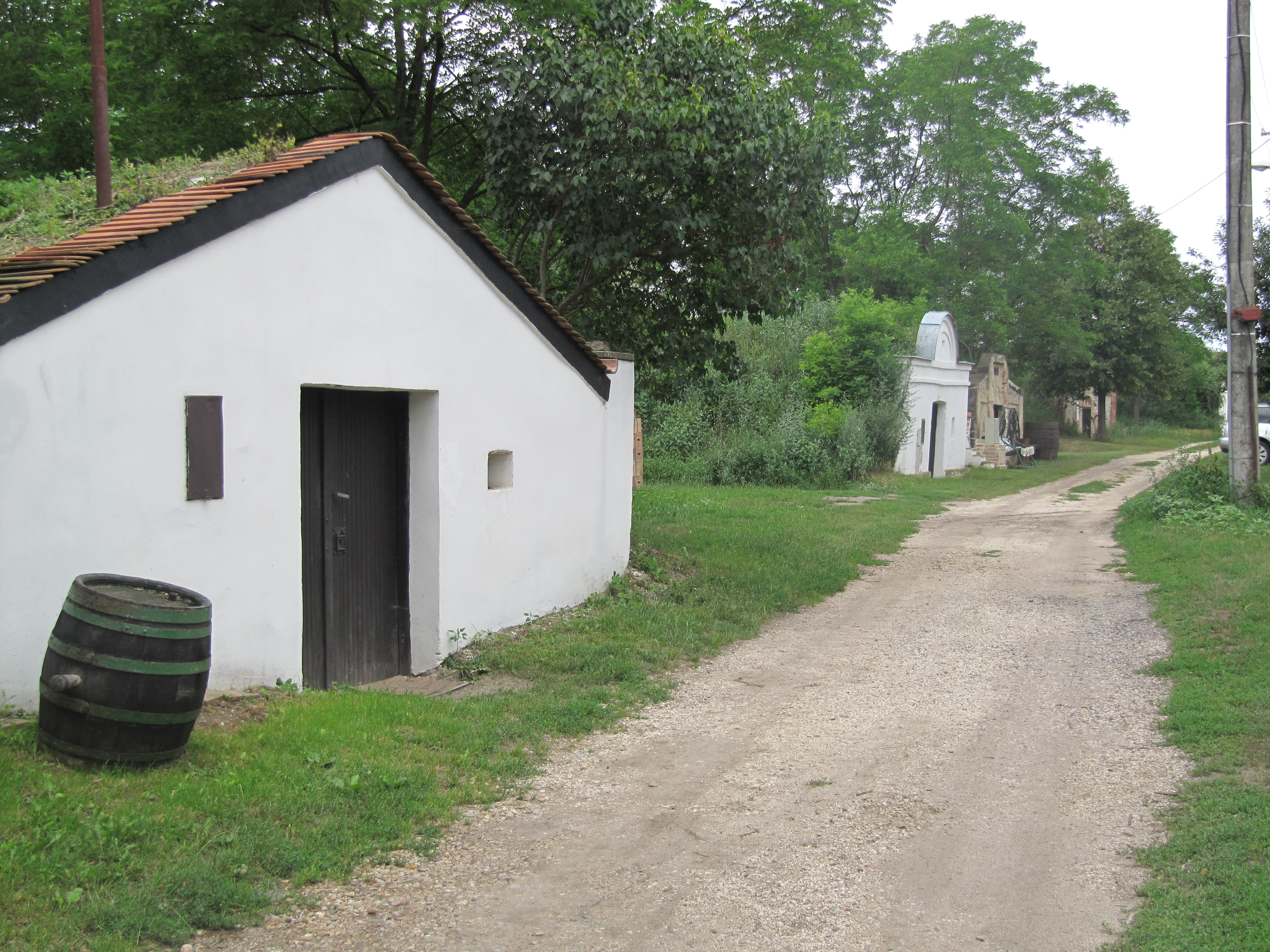
Vinné sklepy